# Hildur Ljungdahl
Hildur Emilia Ljungdahl, född 22 september 1882 i Falun, död 5 december 1955 i Stockholm, var en svensk cellforskare.
Hildur Ljungdahl var dotter till grosshandlaren Pontus Ljungdahl. Hon utexaminerade från Privata högre lärarinneseminariet, Stockholm 1903, inskrevs vid Stockholms högskola 1907, avlade studentexamen 1910 samt blev filosofie kandidat 1912, filosofie magister 1913 och filosofie licentiat 1923. Efter lärareförordnanden i Stockholm och Falun blev hon adjunkt i biologi och geografi vid Folkskoleseminariet i Landskrona 1914 samt var lektor i samma ämnen där 1923–1933 och vid Folkskoleseminariet i Lund 1933–1947. Ljungdahls vetenskapliga insats var främst inom den botaniska cellforskningen. Hon studerade korsningsförhållandena hos ett antal arter och hybrider av vallmosläktet och skapade för vissa typer av kromosomparning termerna autosyndes (självbindning) och allsyndes (korsbindning). Hon redogjorde för sina undersökningar i ett par uppmärksammade uppsatser i Svensk botanisk tidskrift 1922 och 1928. 1948 erhöll hon Illis quorum.